# Mathias Sandorf

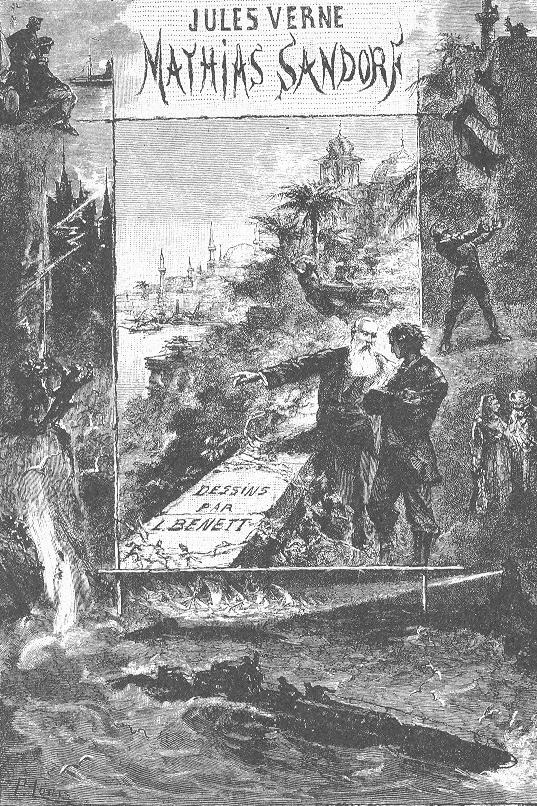
Titelseite der französischen Originalausgabe mit einer Illustration des Zeichners Léon Benett

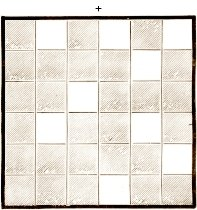
Schablone, die Sarcany in dem Roman für die Entschlüsselung der gestohlenen Geheimbotschaft verwendete

Mathias Sandorf (auch Die Rache des Grafen Sandorf) ist ein Roman des französischen Autors Jules Verne. Der Roman wurde erstmals 1885 in drei Bänden von dem Verleger Pierre-Jules Hetzel unter dem französischen Titel Mathias Sandorf veröffentlicht. Band I erschien am 27. Juli 1885, Band II am 17. August 1885 und Band III am 26. Oktober 1885. Die erste deutschsprachige Ausgabe erschien 1887 unter dem Titel Mathias Sandorf.

## Handlung
Die Handlung beginnt 1866 in Triest. Die mittellosen Gauner Sarcany aus Tripolis und Zirone finden auf einem ihrer Spaziergänge durch die Stadt eine Brieftaube, die eine Geheimbotschaft befördert. Sarcany will sehen, ob sie aus der Botschaft Kapital schlagen können. Sie lassen die Taube von einem Kirchturm aus frei und verfolgen sie mit den Augen bis zu ihrem Taubenschlag.
Dieser befindet sich in einem Haus, das dem Grafen Ladislaus Szathmáry gehört, einem ungarischen Adligen. Graf Szathmáry plant, mit seinen Freunden, dem Professor Stefan Báthory und dem Grafen Mathias Sandorf, in Ungarn, ihrer Heimat, einen Volksaufstand gegen die Herrschaft Österreichs anzuzetteln. Mit Hilfe des dalmatinischen Bankiers Silas Toronthal lässt sich Sarcany vom Grafen Sandorf, der sich im Hause des Grafen Szathmáry aufhält, als Buchhalter einstellen. Im Schreibtisch des Grafen Szathmáry findet er die Schlüsselschablone zur Entzifferung der Geheimbotschaft. Sarcany und Toronthal entschlüsseln die Geheimbotschaft, die den geplanten Aufstand betrifft.
Sarcany und Toronthal zeigen die Verschwörung an. Sie handeln jedoch nicht aus „Vaterlandsliebe“, sondern aus materiellen Gründen. Durch den Verrat wollen sie an fünfzig Prozent des Vermögens der so genannten „Hochverräter“ gelangen. Aber nur Mathias Sandorf ist vermögend, hat er doch Güter und Werte im größeren Umfange. Sein Besitz soll nach seiner Bestrafung aufgeteilt werden. Seine Tochter Sava soll nach Erreichen ihrer Volljährigkeit die restlichen fünfzig Prozent aller Werte erhalten. Aber nach einem Überfall auf das Gut Sandorfs gilt sie als vermisst.
Professor Báthory, Graf Sandorf und Graf Szathmáry werden verhaftet, in eine Festung in den Bergen von Istrien bei Pisino gebracht und zum Tode verurteilt. Durch ein Gespräch, das sie durch Zufall belauschen, erfahren die Gefangenen, dass Sarcany sie verraten hat. Graf Sandorf und Professor Báthory können in der Nacht vor der Hinrichtung mit Hilfe eines Blitzableiters neben ihrem Zellenfenster fliehen, dessen Gitter sie mit einem Teil ihres Bettgestells entfernen konnten. Dabei stürzen sie in einen Abgrund, der unmittelbar hinter ihrem Gefängnis liegt. Sie fallen in einen unterirdischen Fluss, der am Meer unweit von Rovigno an der Küste der Adria wieder ans Tageslicht kommt. Sie finden bei dem Fischer Ferrato Unterschlupf, werden jedoch von Carpena, einem Salinenarbeiter, wieder verraten. Abermals müssen sie fliehen. Professor Báthory wird von der Polizei angeschossen; Graf Sandorf muss ihn zurücklassen. Er kann sich retten, indem er auf die offene See hinausschwimmt, um dort wohl zu ertrinken. Professor Báthory und Graf Szathmáry werden hingerichtet. Andreas Ferrato wird eingekerkert und stirbt nach kurzer Zeit im Gefängnis.
Im Jahre 1882 taucht in Ragusa ein geheimnisvoller Fremder auf, der sich Doktor Antekirtt nennt. Er nimmt zwei französische Akrobaten, den riesigen Cap Matifou und den schmächtigen Pointe Pescade, in seine Dienste. Doktor Antekirtt ist bekannt, dass in Ragusa auch Professor Báthorys Witwe und dessen nunmehr erwachsener Sohn Pierre sowie der Bankier Toronthal mit seiner Frau und seiner Tochter Sava leben.
Pierre Báthory hat sich in Sava Toronthal verliebt und auch ihr ist der junge Mann nicht gleichgültig. Sava soll jedoch nach dem Willen ihres Vaters Sarcany heiraten. Pierre Báthory stellt Sarcany nach, wird jedoch mit einem Messerstich in der Brust zu seiner Mutter zurückgebracht. Es wird angenommen, dass er versucht hat aus Liebeskummer Selbstmord zu begehen. Er stirbt in der Gegenwart Doktor Antekirtts. Später stellt sich heraus, dass Sarcany versucht hat Pierre Báthory zu ermorden. In der Nacht nach der Beerdigung gehen Doktor Antekirtt, Cap Matifou und Pointe Pescade auf den Friedhof, holen Pierre Báthorys „Leiche“ und bringen ihn auf die Savarena, Doktor Antekirtts Yacht. Dort weckt der Doktor den nur hypnotisierten Pierre Báthory auf und nennt ihm seinen wahren Namen: Mathias Sandorf. Antekirtt will die Beziehung zwischen Pierre und Sava verhindern, da der Sohn seines toten Freundes Báthory nicht die Tochter des Verräters Toronthal heiraten soll.
Im weiteren Verlauf der Handlung wird Zirone, der in Sizilien Anführer der Mafia ist, von Cap Matifou in den Krater des Ätna geworfen. Es stellt sich heraus, dass Savas Vater nicht Silas Toronthal ist. Dieser hat Mathias Sandorfs Tochter Sava nach dem Verrat an diesem in seinem Haushalt aufgenommen. Doktor Antekirtt bringt Toronthal und Carpena in seine Gewalt, um ihnen auf seiner Insel Antekirtta den Prozess zu machen. Sarcany greift mit den von ihm beeinflussten Senouisten, die in Antekirtt einen Feind sehen, die Insel an und wird ebenfalls gefangen genommen. Die Gefangenen werden zum Tode verurteilt und auf die benachbarte Insel Kencraf gebracht, wo sie die Vollstreckung des Urteils abwarten müssen. Bevor die Todesurteile vollstreckt werden können, kommen die Gefangenen durch die Explosion von Flatterminen ums Leben, deren Zünder sie aus Versehen ausgelöst haben. Bei der Explosion der für die Abwehr der Senouisten gedachten Minen wird die gesamte Insel Kencraf vernichtet. Zwei Tage nach dieser Katastrophe heiraten Sava Sandorf und Pierre Báthory. Mathias Sandorf könnte infolge einer Generalamnestie für politische Straftaten wieder in seine ungarische Heimat zurückkehren, zieht es aber vor Ratsvorsitzender von Antekirtta zu bleiben und Präsident eines Vertriebenenverbandes zu werden.

## Verfilmungen
- Mathias Sandorf wurde zuerst 1921 in Frankreich unter der Regie von Henri Fescourt verfilmt.
- 1962 folgte eine Verfilmung mit dem Schauspieler Louis Jourdan in der Rolle des Grafen Sandorf
- Außerdem entstand 1979 für das ZDF im Rahmen der sogenannten „Abenteuervierteiler“ ein mehrteiliger Fernsehfilm (die ungarische Fassung war sechsteilig) frei nach dem Roman. Zu den traditionellen deutschen und französischen Partnern stieß die ungarische Fernsehproduktionsfirma Magyar Televízió,[2] welche den in seiner Heimat bekannten Hauptdarsteller István Bujtor, einen hünenhaften Ex-Basketballspieler, als Titelhelden neben Toronthal-Darsteller Claude Giraud, der Österreicherin Sissy Höfferer (als Sava Toronthal Sandorf) und den deutschen Darstellern Amadeus August, Jutta Speidel, Jacques Breuer und Monika Peitsch besetzte.